# Sami Keinänen

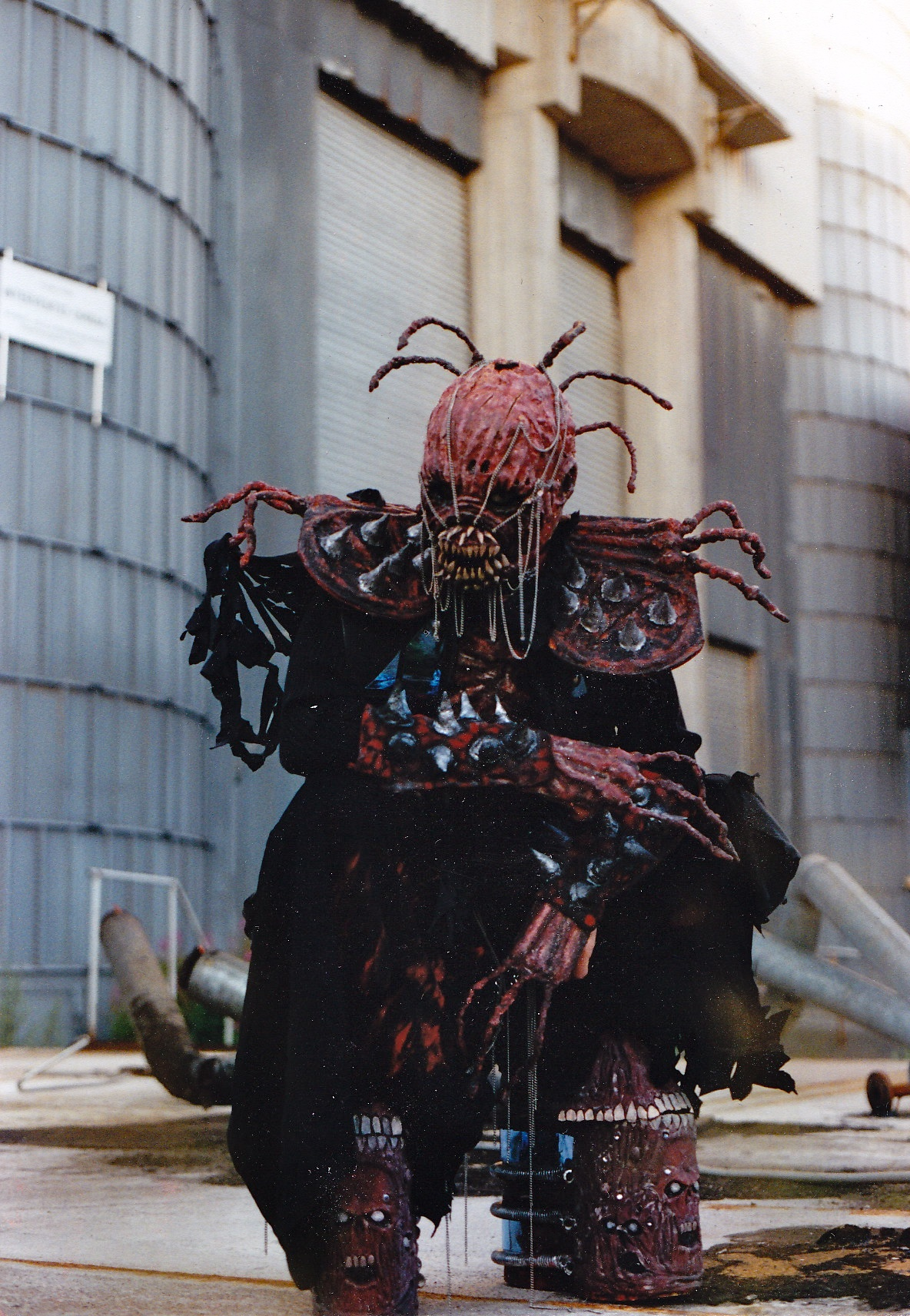
Keinänen als G-Stealer

Sami Keinänen (Rovaniemi (Finland, 1973) was de allereerste bassist van Lordi. Hij begon bij de band in 1996 (sommigen beweren 1995) en verliet hem in 1999. Zijn personage: G-Stealer was in geen enkele clip van Lordi te zien, Dat komt omdat Lordi pas in 2002 een platencontract kreeg. Hij zag eruit als Kita die later zijn kostuum overnam. Uiteraard heeft Kita het kostuum nog wat aangepast. Zo had G-stealer geen haar en andere schouderbladen. Vermoedelijk heeft Keinänen de eerste noten van het eerste Lordi-nummer (inferno) gespeeld. Zijn eerste naam was Gene Replacer maar omdat Lordi vond dat niemand Gene Simmons kon vervangen veranderde hij de naam naar G-Stealer.
Magnum volgde G-Stealer op.